# Rivières (Charente)
Rivières es una comuna francesa situada en el departamento de Charente, en la región Nueva Aquitania

## Demografía
| 1,050 | 1,106 | 1,212 | 1,484 | 1,587 | 1,737 | 1,998 |
| Para los censos de 1962 a 1999 la población legal corresponde a la población sin duplicidades (Fuente: INSEE [Consultar]) |       |       |       |       |       |       |